# Hrabstwo Pasco
Pasco – hrabstwo w stanie Floryda w USA. Populacja liczy 464697 mieszkańców (stan według spisu z 2010 roku).
Powierzchnia hrabstwa to 2248 km² (w tym 319 km² stanowią wody). Gęstość zaludnienia wynosi 240,9 osoby/km².

## Miejscowości
- Dade City
- New Port Richey
- Port Richey
- San Antonio
- St. Leo
- Zephyrhills

## CDP
- Bayonet Point
- Beacon Square
- Connerton
- Crystal Springs
- Dade City North
- Elfers
- Heritage Pines
- Holiday
- Hudson
- Jasmine Estates
- Key Vista
- Lacoochee
- Land O’ Lakes
- Meadow Oaks
- Moon Lake
- New Port Richey East
- Odessa
- Pasadena Hills
- River Ridge
- Quail Ridge
- Shady Hills
- Trilby
- Trinity
- Wesley Chapel
- Zephyrhills North
- Zephyrhills South
- Zephyrhills West